# 落葵
落葵是落葵科落葵属的一年生藤蔓植物，其种加词“alba”意为“白色的”。是一种可供食用的蔬菜。《本草纲目》記載：「落葵三月种之，嫩苗可食。五月蔓延，其叶似杏叶而肥厚软滑，作蔬和肉皆宜。」傳說為泰國皇宮指定為御用的菜餚，因此亦稱皇宮菜，其他名稱亦有：健康菜、紫角叶、胭脂菜、胭脂豆、蚕菜、木耳菜、天葵、胡臙脂、牛皮凍、蟳公菜、蟳管菜、蟳菜、蝟菜、軟筋菜、軟姜仔、藤菜、藤葵、蔠葵、非洲菠菜、繁露、蘩露、龍宮菜、潺菜等。

## 原產地
- 中國大陸 、泰國 、非洲 、印度，現在亞洲、非洲和美洲均有栽培。

## 形态
作為蔬菜之栽培品種主要者有二：

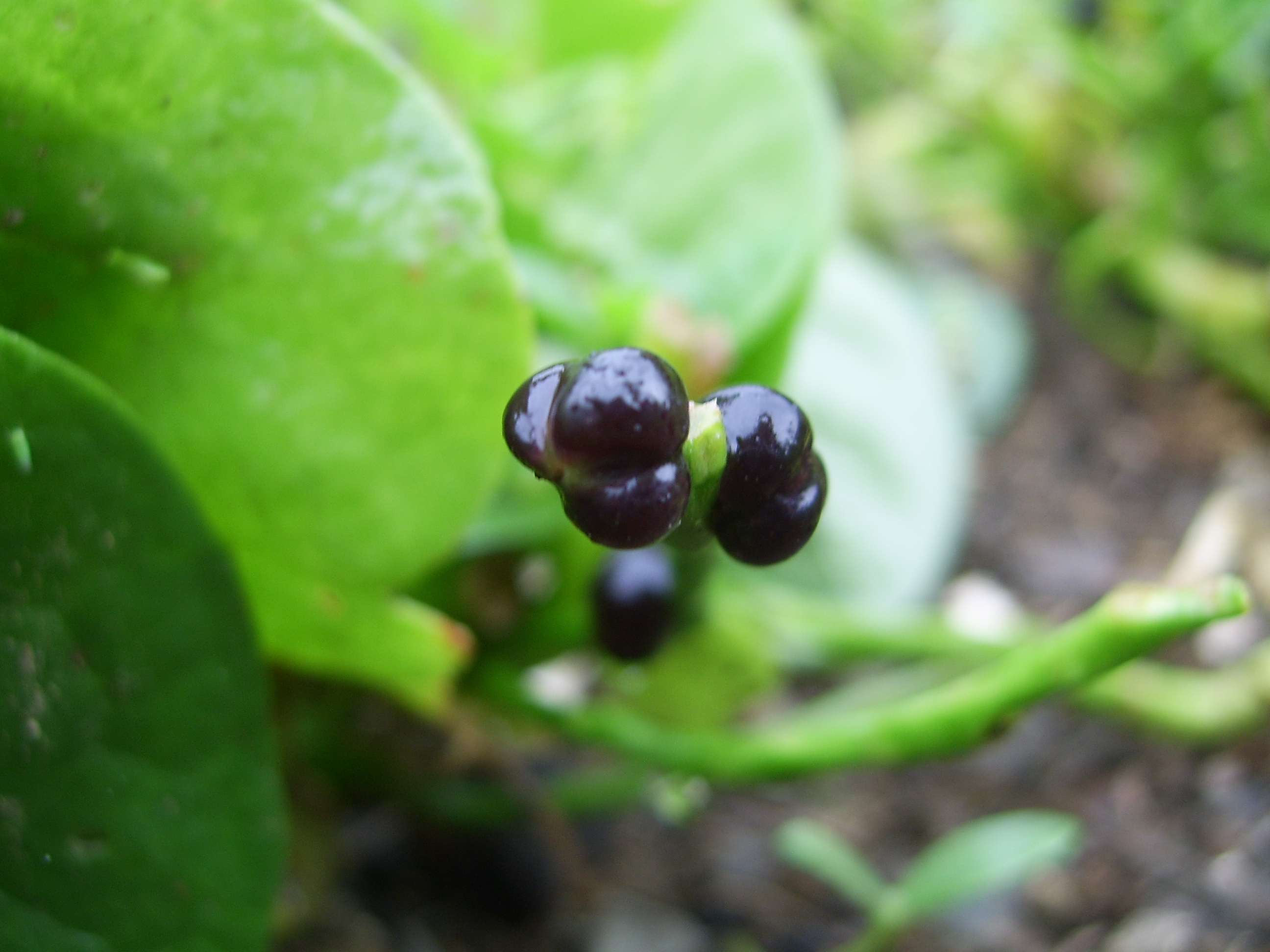
成熟的果實

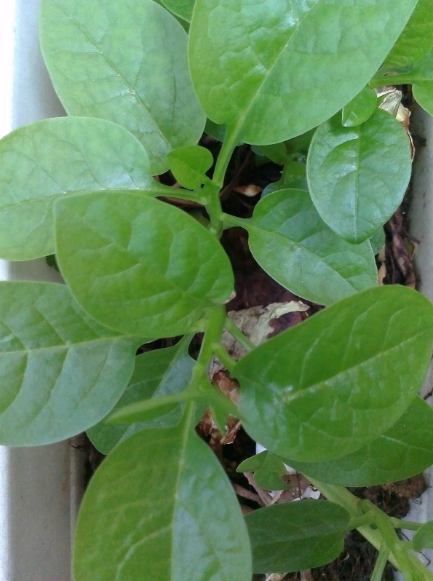
白落葵

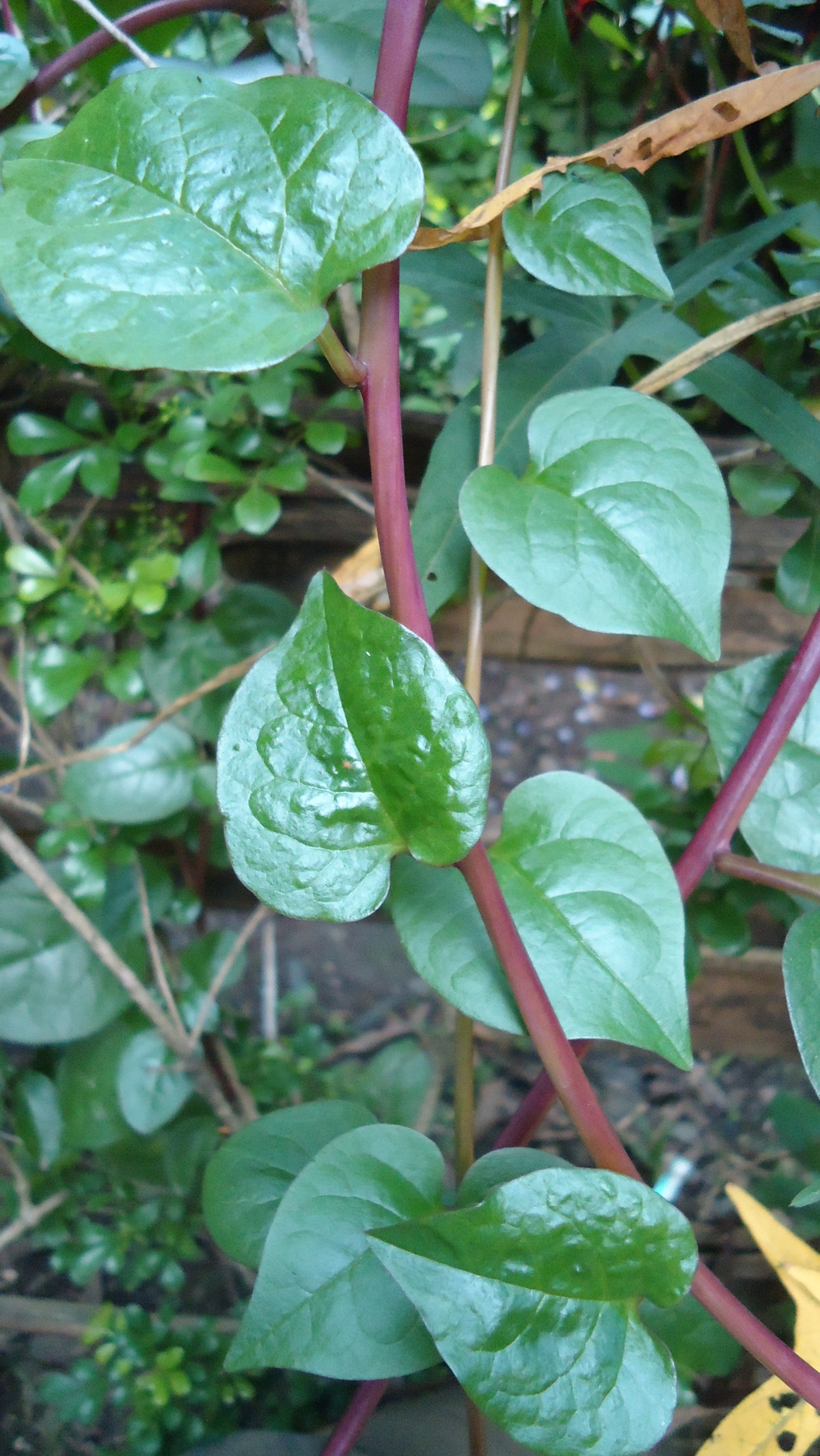
紅落葵

- 白落葵 (Basella alba L.)，莖及葉綠色，花白色。
- 紅落葵 (Basella rubra L.)，莖、葉及花紫紅色。

## 用途
嫩枝叶可作蔬菜；全草可供药用，清凉凉血，外敷治痈毒。《本草綱目》記載：「落葵補中益氣，養脾胃，利大小腸，老人甚宜」；《嶺南采藥錄》稱：「落葵治濕熱痢」；《福建民間草藥》指稱：「落葵瀉熱，滑腸，消癰，解毒，治闌尾炎」；《陸川本草》則謂：「落葵健胃補脾、促進胃腸蠕動，具改善便秘之功能」。

## 别名
台灣稱落葵為皇宮菜，其名由來傳說有二，一說為西晉時，某欽差大臣臨白馬寺巡訪，寺內僧侶採摘落葵嫩芽供欽差食用，因黏滑的口感，欽差甚感新奇而問之，方丈告知這些菜是準備供皇帝食用的御菜，後人依據這個傳說，將落葵定名為「皇宮菜」；另一說是目前食用的品種，係中華民國農耕隊員從泰國引進台灣栽種，落葵是泰國皇宮指定為御用的菜餚，因此稱為「皇宮菜」。台灣美濃區客家話叫做齋嫲菜。中國梅州客家話叫做藤菜或西洋菜，在廣東、香港叫做潺菜，四川称豆腐菜，软浆叶。

## 品種
目前台灣栽培之品種，有綠色種及紫色種等2種。如果根據花的顏色，主要可分為紅花落葵、白花落葵、黑花落葵。
1. 綠色品種落葵
莖蔓綠色又可分細葉及闊葉二種。細葉落葵，莖蔓纖細，葉片小而薄、節間長。穗狀花序，種子較小，廣泛種植於雲林二崙及崙背地區。至於闊葉落葵葉大，葉片濃綠而肉質，節間短，頭狀花序，種子較大。嘉義新港地區大都栽植此種。
2. 紫色品種落葵
莖蔓紫色，又可分為大葉種及小葉種二種。大葉種莖蔓粗大，節間短，葉肉厚，具經濟栽培價值；小葉種莖蔓纖細，節間較長，產量低，多作垣籬及觀賞用。

## 延伸阅读
[在维基数据编辑]
 《植物名實圖考·落葵》，出自吳其濬《植物名實圖考》

## 外部連結
- 落葵, Luokui （页面存档备份，存于） 藥用植物圖像數據庫 (香港浸會大學中醫藥學院) （繁體中文）（英文）